# Indijana Džouns i kraljevstvo kristalne lobanje
Indijana Džouns i kraljevstvo kristalne lobanje (eng. Indiana Jones and the Kingdom of the Crystal Skull) je avanturistički film iz 2008. godine, koji je režirao Stiven Spilberg. Izvršni producent i jedan od pisaca scenarija bio je Džordž Lukas. Radnja četvrtog po redu filma iz franšize o Indijani Džounsu smeštena je u 1957. godinu. Sada stariji Indijana Džouns (Harison Ford) sukobljava se sa agentima Sovjetskog Saveza koje predvodi Irina Spalko (Kejt Blančet) u potrazi za kristalnom lobanjom. Indijani se priključuju njegova bivša ljubavnica Merion Rejvenvud (Marion Ravenwood, Karen Alen), greaser Mat Vilijams (Mutt Williams, Šaja Labaf) i avanturista Mek (Mac, Rej Vinston). Džon Hert i Džim Brodbent pojavljuju se u ulozi Indijaninih prijatelja akademika.
Film je premijerno prikazan na Kanskom filmskom festivalu 18. maja 2008. godine, a širom sveta je realizovan 22. maja iste godine. Dobio je većinom pozitivne kritike od strane kritičara, ali mešane od strane obožavaoca franšize. Kritičari su hvalili vizuelne efekte, glumu, akcione scene, muziku Džona Vilijamsa i dizajn kostima, ali su kritikovali dijaloge, priču, filmski tempo i preterano korišćenje kompjutersko-generisanih slika. Film je, kao i njegovi prethodnici, postigao veliki komercijalni uspeh zaradivši preko 790 miliona dolara širom sveta, tako postajući najuspešniji film iz serijala i drugi najuspešniji film iz 2008. godine. Nastavak, Indijana Džouns i artefakt sudbine, u kome je Ford reprizirao svoju ulogu, a koji je režirao Džejms Mengold, objavljen je 30. juna 2023. godine.

## Radnja
Godine 1957, pukovnica i doktorka Irina Spalko i konvoj sovjetskih agenata prerušenih u američke vojnike upadaju u vojnu bazu 51 u pustinji Nevade. Prisiljavaju Indijanu Džounsa da ih odvede u skladište do sanduka u kojem se čuvaju ostaci vanzemaljskog stvorenja koje se deset godina ranije srušilo u Rozvelu u Novom Meksiku. Džouns pokušava da pobegne, ali ga prevari bivši partner Mek, koji otkriva da radi za Sovjete. Nakon borbe i poduže potere vozilima po skladištu, Džouns pobegne u pustinju, gde upadne u veštački grad izgrađen za nuklearna testiranja. Preživljava nuklearni udar sakrivši se u frižideru. Kasnije mu na sastanku otkrivaju da se nalazi pod istragom FBI-ja zbog Mekovih veza sa Sovjetima. Džouns se vraća na Fakultet Maršal, gde mu ponude trenutni prekid rada na neodređeno vreme kako bi izbegao otkaz zbog istrage.
Na železničkoj stanici, Džounsa zaustavlja mladić Mat Vilijams i govori mu da je njegov stari kolega, Harold Oksli, nestao nakon što je otkrio kristalnu lobanju u Peruu. Džouns i Mat odlaze do lokalnog restorana gde razgovaraju o Akatoru (poznatom i kao El Dorado), kristalnim lobanjama i plemenu Uga. Mat daje Džounsu pismo od Okslija, napisano drevnim jezikom. Prilaze im sovjetski agenti i gone ih do fakulteta. Džouns shvata da su Sovjeti pratili Mata kako bi se dočepali njega da bi im dešifrovao Okslijevo pismo.
U Peruu, Džouns i Mat otkrivaju da je Oksli bio zatvoren u psihijatrijskoj bolnici kojom upravlja crkva, ali su ga oteli Sovjeti. U Okslijevoj bivšoj ćeliji, Džouns otkriva tragove groba Fransiska de Oreljane, konkvistadora koji je nestao u šesnaestom veku dok je tražio Akator. Džouns pronalazi i kristalnu labanju koju je Oksli sakrio u Oreljaninom grobu. Sovjeti hvataju Džounsa i Mata i odvode ih u svoj kamp u Amazoniji gde drže Okslija i Matovu majku − za koju se ispostavlja da je Džounsova stara ljubav, Marion Rejvenvud. Džouns saznaje da Sovjeti veruju da lobanja, koja magnetski privlači sve ne-gvozdene predmete, potiče od vanzemaljskog oblika života i sadrži veliku psihičku moć; Oksli je dobio nervni slom jer se previše izložio lobanjinoj moći. Spalkova otkriva da predmet ukraden iz vojne baze 51 takođe ima kristalnu lobanju. Dok njih četvoro pokušavaju da pobegnu Sovjetima, Marion otkriva Matu da mu je pravo ime Henri Džouns III i da je on Džounsov sin. Napokon uspevaju da pobegnu i započinje duga potera vozilima kroz džunglu. Pobegavši na pomorskom vozilu, Džouns, Mat, Marion, Oksli i Mek stižu u Hram Akatora, piramidu u stilu Maja u amazonskoj prašumi. Tvrdeći kako je dvostruki agent CIA-e koji radi protiv Sovjeta, Mek ulazi u hram sa Džounsom i ostalima, ali zapravo ostavlja tragove putem uređaja za praćenje kako bi Spalkova mogla da ih prati.
Oni ulaze u hram gde Džouns upotrebljava lobanju da bi otvorio veliku odaju, gde trinaest kristalnih kostura – od kojih jednom nedostaje lobanja – sede na prestolima. Nakon dolaska Sovjeta i otkrivanja Mekove nove izdaje, Spalkova stavlja lobanju na kostur. Kostur počne da komunicira sa njima preko Okslija na drevnom dijalektu Maja. Džouns prevodi kako vanzemaljci žele da ih nagrade, nudeći im „veliki dar”. Spalkova prilazi i zatraži da „sazna sve”. Bića odobre njenu želju i počinju da prenose sva svoja znanja na nju. Iznad dvorane se otvara portal u drugu dimenziju, a Oksliju se vraća zdrava svest i on objašnjava da su vanzemaljci interdimenzionalna bića koja su naučila ratnike Uga da poboljšaju svoju tehnologiju. Džouns, Mat, Marion i Oksli beže iz hrama, ali Meka i vojnike usisa portal. Kosturi se spajaju u jedan i nastavljaju da hrane Spalkovu znanjem; međutim kolektivno znanje trinaest stvorenja je previše za Spalkovu. Njen mozak i telo se zapale i raspadnu, a njene ostatke usisa portal. Hram se urušava, a leteći tanjir se diže iz ruševina i nestaje dok reka Amazon poplavljuje dolinu. Po povratku kući, Džouns je vraćen na posao i unapređen u pomoćnika dekana Fakulteta Maršal, a on i Marion se venčavaju.

## Uloge
| Glumac        | Uloga                     |
| ------------- | ------------------------- |
| Harison Ford  | Indijana Džouns           |
| Kejt Blančet  | Irina Spalko              |
| Karen Alen    | Marion Rejvenvud          |
| Rej Vinston   | Džordž „Mek” Majkl        |
| Džon Hert     | Harold „Oks” Oksli        |
| Džim Brodbent | Din Čarls Stenfort        |
| Šaja Labaf    | Mat Vilijams              |
| Igor Žižikin  | Pukovnik Antonin Dovčenko |
| Endrju Divof  | sovjetski vojnik          |

## Produkcija
Film je bio u razvoju još od prethodnog filma Indijana Džouns i poslednji krstaški pohod iz 1989. godine, zato što se Spilberg i Ford nisu slagali sa Lukasovim originalnim konceptom. Scenaristi Džeb Stjuart (Jeb Stuart), Džefri Boam (Jeffrey Boam), M. Najt Šamalan (M. Night Shyamalan), Frenk Darabont (Frank Darabont) i Džef Nejtanson (Jeff Nathanson) radili su na scenariju pre nego što je scenario koji je napisao Dejvid Kep (David Koepp) zadovoljio svu trojicu. Snimanje je konačno počelo 18. juna 2007. na lokacijama Novi Meksiko, Nju Hejven, Konektikat, Havaji, Fresno, Kalifornija, kao i soundstage studijima u Los Anđelesu. kako bi se očuvao estetski kontinuitet s prethodnim filmovima, ekipa se oslonila na klasično kaskaderstvo umesto na kompjuterski generisane dublere, a kamerman Januš Kaminski proučavao je stil Daglasa Slokomba (Douglas Slocombe) iz prethodnih filmova.
Marketing se velikim delom zasnivao na nostalgiji publike za serijalom, sa proizvodima inspirisanim sa sva četiri filma. Iščekivanje filma bilo je povišeno tajnovitošću koja je rezultovala hapšenjem osobe koja je ukrala kompjuter na kome su bili pohranjeni raznovrsni dokumenti vezani za produkciju. Indijana Džouns i kraljevstvo kristalne lobanje premijerno je prikazan širom sveta 22. maja 2008. godine.

## Spoljašnje veze
- Službena stranica
- Indijana Džouns i kraljevstvo kristalne lobanje на веб-сајту  (језик: српски)
- Indijana Džouns i kraljevstvo kristalne lobanje на веб-сајту  (језик: енглески)
- Indiana Jones i Kraljevstvo kristalne lubanje на веб-сајту  (језик: енглески)
- Indiana Jones i Kraljevstvo kristalne lubanje на веб-сајту  (језик: енглески)